# Zentralkonsum

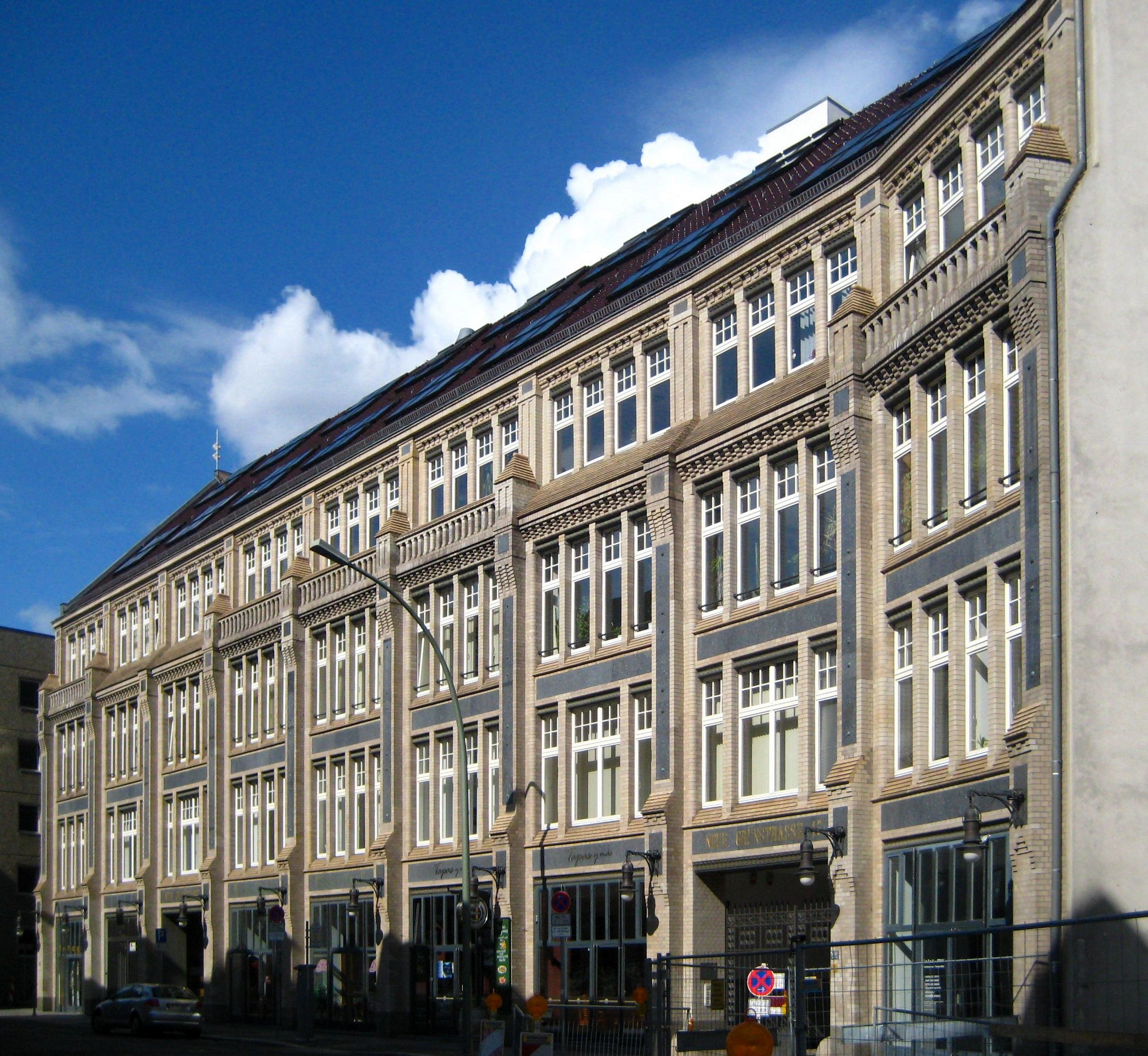
In der vierten Etage dieser Gewerbehöfe
residiert der Zentralkonsum.

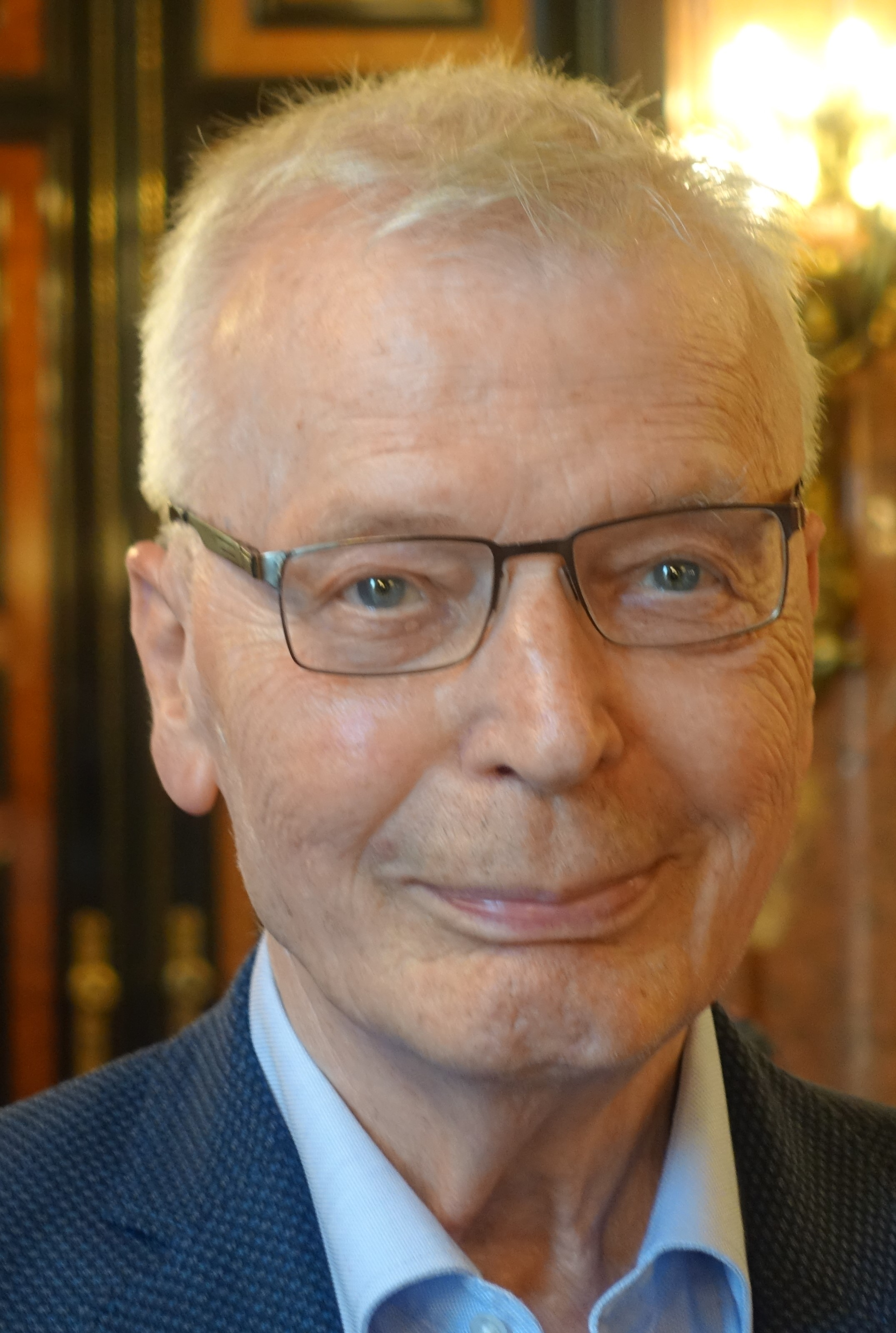
Wilhelm Kaltenborn Aufsichtsratsvorsitzender von 2002 bis Mai 2020 (Juni 2019)

Die Zentralkonsum eG ist die Zentrale der aus den Konsumgenossenschaften in der DDR entstandenen regionalen Konsumgenossenschaften im Osten Deutschlands. Sie ist aus dem im Jahr 1949 wieder gegründeten Verband deutscher Konsumgenossenschaften hervorgegangen und steht in der Tradition des 1903 in Dresden gegründeten Zentralverbands deutscher Konsumgenossenschaften. Er ist Wirtschaftsunternehmen und zugleich Interessenvertretung.

## Unternehmensgegenstand und Mitglieder
Die eingetragene Genossenschaft (eG) Zentralkonsum ist Interessenvertreter und Wirtschaftsunternehmen. Sie hat ihren Sitz in Berlin. Ihr Ziel ist die Förderung der Wirtschaft ihrer Mitglieder. Diese Mitglieder können eingetragene Genossenschaften sein oder Unternehmen in anderer Rechtsform, deren Mitgliedschaft im Interesse der Genossenschaft liegt. Organe der Genossenschaft sind die Generalversammlung, der Aufsichtsrat und der Vorstand. Die Zentralkonsum eG finanziert sich aus eigener Wirtschaftstätigkeit. Neben der Förderung ihrer Mitgliedsunternehmen setzt sie sich für soziale und kulturelle Belange ein.
Im Jahr 2023 gehörten 30 genossenschaftliche Unternehmen mit insgesamt 202.000 Mitgliedern zum Zentralkonsum. Das sind die Konsumgenossenschaften Burg-Genthin-Zerbst, Döbeln, Dresden, Erfurt, Hagenow, Haldensleben, Konsum Leipzig, Seehausen (Altmark) und Weimar, drei Volks- und Raiffeisenbanken, Agrar- und Winzergenossenschaften sowie mehrere GmbH.
Der Zentralkonsum betreibt die zwei Industrieunternehmen Röstfein Kaffee GmbH und Bürstenmann GmbH. Außerdem unterhält sie die Gewerbeimmobilien Neue Kauffahrtei Chemnitz, die zwei Konsumhotels Berghotel Oberhof GmbH sowie Hotel Dorotheenhof Weimar GmbH und Dienstleistungsunternehmen. In den zugeordneten Betrieben werden etwa 540 Mitarbeiter beschäftigt.

## Geschichte

### Entstehung und Entwicklung
Der genossenschaftliche Grundgedanke, „für den materiellen Nutzen und die Verbesserung der sozialen und wirtschaftlichen Verhältnisse ihrer Mitglieder Rechnung zu tragen“ geht auf den Zusammenschluss von 28 Webern in der englischen Kleinstadt Rochdale im Jahr 1844 zurück. Das Prinzip des günstigen Einkaufs und Verkaufs anfänglich nur an Mitglieder („Reine, unverfälschte Ware zum reellen Preis“) (Konsum) durch Zusammenschluss und Verteilung der Überschüsse an die Mitglieder hat sich von hier aus in alle Welt ausgebreitet. In Deutschland entstanden erste derartige Konsum-Genossenschaften in Sachsen, die erste 1850 als Lebensmittel Association Eilenburg, die sich schnell zu Dachorganisationen wie dem 1903 gegründeten Zentralverband deutscher Consumvereine eG mit Sitz in Dresden zusammenschlossen.

### Konsumverbände zwischen 1933 und 1945
In der Zeit des Nationalsozialismus sprachen die neuen Machthaber ein Verbot derartiger auf solidarische Grundideen hinauslaufende Konzepte aus. Im Jahr 1934 erfolgte eine Novellierung des Genossenschaftsgesetzes, das die Zwangsmitgliedschaft aller Genossenschaften (Anschlusszwang) in einem genossenschaftlichen Prüfungsverband regelte. Die Vorstände der jeweiligen Verbände (die wiederum in Spitzenverbänden Mitglied sein mussten) und Spitzenverbände waren oder wurden mit linientreuen Personen besetzt, was letztendlich der Durchsetzung des Führerprinzips diente. In dieser Zeit bestanden in Deutschland rund 53.000 Genossenschaften mit etwa acht Millionen Mitgliedern. Die bis in das 21. Jahrhundert hinein tätigen Kommentatoren dieses Genossenschaftsgesetzes, Lang und Weidmüller, führten im Jahr 1938 dazu aus: „Ein neuer Abschnitt auch in der Geschichte des deutschen Genossenschaftsgesetzes begann mit der nationalen Erhebung des deutschen Volkes unter seinem Führer und Reichskanzler Adolf Hitler im Jahre 1933. Nationalsozialistisches Gedankengut fand seinen Ausdruck in mehreren umfangreichen Novellen zum Genossenschaftsgesetz, die von dem Willen des nationalsozialistischen Staates zu einer intensiven Weiterentwicklung des deutschen Genossenschaftsgesetzes Zeugnis ablegen.“ Das führte zur Eingliederung der Konsumgenossenschaften in die Deutsche Arbeitsfront, die genossenschaftlichen Prinzipien waren untergegangen, die völlige Auflösung aller Konsum-Genossenschaften und ihrer Dachverbände die Folge. Dieses Gesetz ist noch immer gültig (Stand im Jahr 2015).

### Konsumverbände von 1945 bis 1990
Nach dem Zweiten Weltkrieg erließ die Sowjetische Militäradministration in Deutschland (SMAD) am 18. Dezember 1945 den Befehl Nr. 176 Über die Wiederherstellung der Konsumgenossenschaften in der Sowjetischen Besatzungszone. So wurden im Wirkungsbereich der SMAD, der späteren DDR, die früheren Konsumverbände wiedergegründet. Auch in den übrigen Besatzungszonen durften sich wieder Konsumgenossenschaften gründen, es entstand unter anderem die Genossenschaft coop eG.
Im Jahr 1949 schlossen sich in Berlin unter dem Namen Verband deutscher Konsumgenossenschaften wiederum die ostdeutschen Konsumgenossenschaften zusammen, der 1972 umbenannt wurde in Verband der Konsumgenossenschaften der DDR (VdK). Die 15 Bezirks-Verbände der Konsumgenossenschaften unterhielten insgesamt rund 30.000 Einzelhandelsgeschäfte, 15 Warenhäuser und 28 Industriebetriebe, die etwa ein Drittel des Einzelhandelsumsatzes ausmachten und somit auch ein bedeutender Arbeitgeber im Land waren.

### Ab 3. Oktober 1990
Bei der Wiedervereinigung wurde der Umgang mit den DDR-Konsumgenossenschaften im Einigungsvertrag nicht geregelt, nicht zuletzt auch wegen der passiven Rolle des DDR-Spitzenverbandes der Konsumgenossenschaften. So blieben die einzelnen Konsumgenossenschaften im Wesentlichen sich selbst überlassen und suchten Möglichkeiten der Anpassung sowohl an die neue politische als auch die wirtschaftliche Situation im Land. Der konsumgenossenschaftliche Großhandel war in den 1970er Jahren in den staatlichen Großhandel eingegliedert worden, sodass die Konsumgenossenschaften nach der Wende über keinen eigenen Vertriebsweg verfügten, ein Rückgabeantrag scheiterte sowohl politisch als auch juristisch. So entstanden notgedrungen Partnerschaften mit verschiedenen westdeutschen Anbietern, um Ware in die Geschäfte zu bekommen, was meist unwirtschaftlich war.
Nach der Wende 1990 kauften die ehemaligen DDR-Bewohner kaum noch ostdeutsche Erzeugnisse. Das führte zu wirtschaftlichen Problemen bei den Konsumgenossenschaften und ihrem damaligen Verband.
Im August 2022 veröffentlichte die Zentralkonsum eG einen offenen Brief, um „die Embargopolitik gegenüber Russland neu zu justieren“. In den Medien stieß dieser offene Brief auf Verwunderung, da dieser keine Erwähnung der Ursache der Sanktionen (Russischer Überfall auf die Ukraine 2022), keine Alternativen zu den Sanktionen beinhaltet sowie auch nicht erwähnt, dass die Sanktionen auf EU-Ebene gemeinschaftlich verabschiedet wurden.

### Existenzprobleme und ihre Überwindung
Eine weitere kritische Situation entstand dadurch, dass den Genossenschaften der Grund und Boden der aufstehenden Immobilien nicht gehörte und sie damit keine Beleihungsgrundlage für Bankkredite hatten. Den der Treuhand unterstellten staatlichen Betrieben wurde der Grundbesitz dagegen zugeordnet. Ein drittes Problem stellten die aus der Zeit der Planwirtschaft stammenden Devisenkredite dar: Frühere Kreditkäufe in Deutscher Mark wurden in der DDR mit einem Richtungskoeffizienten von 4,1 belegt, nach der Wirtschafts- und Währungsunion 1:2 umgerechnet und mussten nun in dieser Höhe getilgt werden. Die Rückzahlungsquote verdoppelte sich damit gegenüber dem früheren Anschaffungspreis. Versuche des VdK, dies auf politischer Ebene oder auch juristisch zu klären, scheiterten. Erst das Sachenrechtsbereinigungsgesetz des Jahres 1996 erlaubte den Genossenschaften den Erwerb des Grund und Bodens ihrer Immobilien zum halben Verkehrswert, was für einige Genossenschaften zu spät kam.
Der VdK benannte sich 1999 in Konsumverband eG um. Durch nochmalige Umfirmierung entstand im Jahr 2008 daraus die Zentralkonsum eG.

## Direkt unterhaltene Betriebe
1948 wurde das Magdeburger Werk der Kathreiner’s Malzkaffeefabriken, das seit 1954 unter der Marke Röstfein produziert, an den Konsumzentralverband übertragen. Die seit 1906 existierende Produktivabteilung des Schönheider Konsumvereins stellte vor allem Bürsten und Pinsel her. Nach der 1919 erfolgten Übernahme durch die Großeinkaufs-Gesellschaft Deutscher Consumvereine m. b. H. (GEG) verlagerte die Abteilung im Jahr 1924 ihren Produktionsstandort nach Stützengrün. Die Nationalsozialisten zerschlugen diesen Betriebsteil der Konsumgenossenschaft.
Mit dem oben genannten SMAD-Befehl erhielten die Mitglieder bzw. die ehemaligen Arbeiter und Angestellten die Werkstätten zurück. Sie wurden 1952 dem Verband deutscher Konsumgenossenschaften unterstellt und 1956 unter dem Warenzeichen Bürstenmann eingetragen.
Das Wirtschaftsberatungsunternehmen Roland Berger bescheinigte sowohl der Röstfein Kaffee GmbH als auch der Bürstenmann GmbH zunächst keine Überlebensfähigkeit. In den 2010er Jahren sind die Röstfein Kaffee GmbH und die Bürstenmann GmbH Leuchttürme der wirtschaftlichen Tätigkeit der Zentralkonsum eG.